# Поздравителна картичка
Поздравителната картичка е илюстрирана картичка, съдържаща поздрав, пожелание, израз на приятелство или друго положително чувство. Може да се поднася самостоятелно или заедно с подарък.
Въпреки че поздравителните картички обикновено се подаряват за специални поводи като лични празници (рожден ден, имен ден, годишнина от сватба, раждане на дете, и др.) или религиозни и публични празници (Великден, Коледа, Нова година и др.), с тях могат да се изразят и благодарност по различни поводи и други емоции. За разлика от пощенските картички, поздравителните картички често се продават със специален плик, различен от стандартния пощенски плик. И картичките, и пликовете могат да бъдат изключително разнообразни по форма, размери, използвани материали за направата им, декорация и стил.
Поздравителните картички могат да са както масово производство, така и ръчна изработка. Въпреки че обичайно поздравителните картички, особено масовите, не са скъп артикул, с по-висока цена се отличават ръчно изработените картички и по-специалните картички, съдържащи изрязани, сгънати, залепени декоративни елементи, както и музикалните картички. Поздравленията върху картичките могат да са от възможно най-общи („Щастливи празнициǃ“, обичайни за края на годината) до съвсем конкретни (като такива уточняващи конкретна кръгла годишнина, или пола на новороденото).
Като материал за направа на картички се използва обичайно по-плътен и гланциран картон, който позволява картичката да може да се задържи изправена или подпряна на повърхност. Сред материите, които могат да влязат в изработката на декорацията за картичката, са по-тънка „оризова хартия“, декупажна хартия, различни платове, дантела, панделки, копчета, хербаризирани цветя.
В интернет от няколко години насам се разпространяват безплатни дизайни на поздравителни картички за всякакви поводи. В PozdraviMe.com може да откриете оригинални картички за рожден ден, имен ден, както и всеки друг празник, който се празнува от българите. Съществуват и много други ресурси, но все по-рядко могат да бъдат открити подобни уникални произведения, с които бихте зарадвали близък или познат.